# Kamer van Afgevaardigden (Equatoriaal-Guinea)
De Kamer van Afgevaardigden (Spaans: Cámara de los Diputados, Frans: Chambre des députés) is het lagerhuis van het parlement van Equatoriaal-Guinea en bestaat uit 100 leden. De Kamer van Afgevaardigden worden voor een termijn van vijf jaar gekozen op basis van een districtenstelsel. 
Van de 100 zetels worden er sinds de verkiezingen van 2017 negenennegentig bezet door de Partido Democrático de Guinea Ecuatorial van president Teodoro Obiang Nguema Mbasogo die als sinds 1979 aan de macht is. Voorzitter van de Kamer van Afgevaardigden is Gaudencio Mohaba Mesu (PDGE) die sinds 2013 in functie is.
Tot 2013 kende Equatoriaal-Guinea een eenkamerstelsel met de Kamer van Volksrepresentanten (de huidige Kamer van Afgevaardigden) als enige Kamer. Het hogerhuis werd in 2013 opgericht en draagt de naam Senaat (Senado).

## Zetelverdeling

Zetelverdeling na de verkiezingen van 2017